# Нессен-Сіті (Мічиган)
Нессен-Сіті (англ. Nessen City) — переписна місцевість (CDP) в США, в окрузі Бензі штату Мічиган. Населення — 81 особа (2020).

## Географія
Нессен-Сіті розташований за координатами 44°31′14″ пн. ш. 85°52′20″ зх. д. / 44.52056° пн. ш. 85.87222° зх. д. (44.520556, -85.872241).  За даними Бюро перепису населення США в 2010 році переписна місцевість мала площу 3,14 км², з яких 3,14 км² — суходіл та 0,00 км² — водойми.

## Демографія
Згідно з переписом 2010 року, у переписній місцевості мешкало 97 осіб у 37 домогосподарствах у складі 26 родин. Густота населення становила 31 особа/км².  Було 53 помешкання (17/км²).
Расовий склад населення:
| - 94,8 % — білих - 4,1 % — корінних американців |

До двох чи більше рас належало 1,0 %. Частка іспаномовних становила 2,1 % від усіх жителів.
За віковим діапазоном населення розподілялося таким чином: 20,6 % — особи молодші 18 років, 62,9 % — особи у віці 18—64 років, 16,5 % — особи у віці 65 років та старші. Медіана віку мешканця становила 38,9 року. На 100 осіб жіночої статі у переписній місцевості припадало 110,9 чоловіків;  на 100 жінок у віці від 18 років та старших — 102,6 чоловіків також старших 18 років.
За межею бідності перебувало 38,5 % осіб, у тому числі 33,3 % дітей у віці до 18 років та 13,3 % осіб у віці 65 років та старших.
Цивільне працевлаштоване населення становило 67 осіб. Основні галузі зайнятості: роздрібна торгівля — 29,9 %, мистецтво, розваги та відпочинок — 26,9 %, освіта, охорона здоров'я та соціальна допомога — 11,9 %, виробництво — 10,4 %.